# A Brao Bim
A Brao Bim (sinh năm 1963) là thẩm phán cao cấp người Việt Nam. Ông hiện là Phó Vụ trưởng Vụ Thi đua - Khen thưởng Tòa án nhân dân tối cao Việt Nam. Ông từng giữ chức vụ Chánh án Tòa án nhân dân tỉnh Kon Tum (2015-2018).

## Tiểu sử
A Brao Bim sinh năm 1963, quê quán tại xã Đắk Na, huyện Đăk Tô, tỉnh Kon Tum.
Ông có bằng Cử nhân Luật.
Ông là Đảng viên Đảng Cộng sản Việt Nam.
Ngày 28 tháng 9 năm 2015, A Brao Bim, nguyên Phó Bí thư Thường trực Huyện ủy, Chủ tịch Hội đồng nhân dân huyện Kon Rẫy, tỉnh Kon Tum, được trao quyết định của Chủ tịch nước Việt Nam Trương Tấn Sang bổ nhiệm chức danh Thẩm phán trung cấp và quyết định của Chánh án Tòa án nhân dân tối cao Việt Nam Trương Hòa Bình bổ nhiệm giữ chức vụ Chánh án Tòa án nhân dân tỉnh Kon Tum nhiệm kì 5 năm.
Năm 2018, A Brao Bim là Bí thư ban cán sự Đảng Cộng sản Việt Nam Tòa án nhân dân tỉnh Kon Tum, Chánh án Tòa án nhân dân tỉnh Kon Tum.
Ngày 28 tháng 8 năm 2018, A Brao Bim được trao quyết định của Chánh án Chánh án Tòa án nhân dân tối cao Việt Nam Nguyễn Hòa Bình bổ nhiệm giữ chức vụ Phó Vụ trưởng Vụ Thi đua - Khen thưởng Tòa án nhân dân tối cao nhiệm kì 5 năm kể từ ngày 1/8/2018. Thay thế ông làm Chánh án Tòa án nhân dân tỉnh Kon Tum là ông Nguyễn Văn Dũng, Tiến sĩ Luật, sinh năm 1971, Phó Chánh án Tòa án nhân dân tỉnh Bắc Giang.